# 須田くにお
須田 くにお（すだ くにお、1939年7月24日 - ）は、福島県福島市渡利地区在住の合唱指揮者、作曲家。代表作に混声合唱組曲「安積野」や「日本楽器の為の四重奏」、福島大学学生歌「今日の世紀に」等がある。

## 人物
福島県立福島商業高等学校卒業。古関裕而の後輩に当たる。東京で下総皖一に作曲を師事。
福島アカデミー音楽学院を経営するかたわら、飯野中学校の客演講師や福島市の第九のためのコール・フロイデなどで、福島県の合唱の発展に尽くす。山形交響楽団もブラームスやモーツァルト等のレパートリーの指揮者陣に属する。